# Lövblåsare

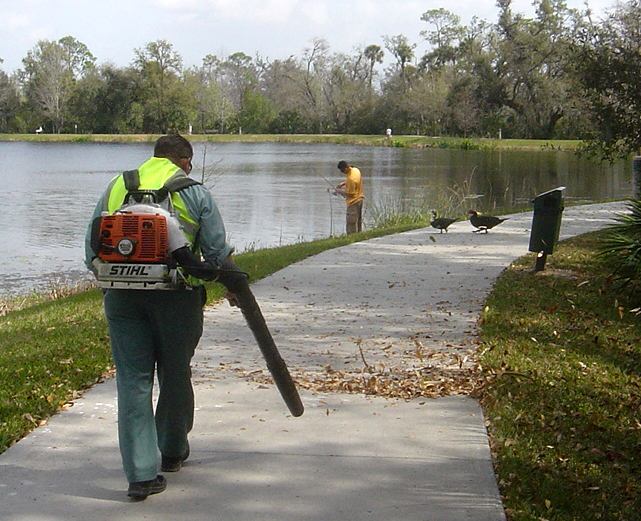
En arbetare som använder lövblåsare.

En lövblåsare eller lövblås är ett motordrivet trädgårdsredskap som blåser löv, som alternativ till en räfsa. Lövblåsare kan också användas i biodling.

## Funktion
En lövblås drivs oftast av en liten bensinmotor men även elektriska varianter förekommer. En centrifugalfläkt skaper en luftström som blåses ut genom apparatens munstycke. Vissa lövblåsare har även en sugfunktion, och kallas då för lövsug. Lövsugar som även mal ned löven förekommer.

## Varianter
Lövblåsare förekommer i olika sorter, den kanske mest vanlliga sorten är den ryggburna lövblåsen, som användaren bär likt en ryggsäck. Mindre lövblåsare är ofta handhållna likt en grästrimmer.
Större modeller förekommer ofta monterade på en vagn med hjul, eller på lastbilsflak.